# Hochei pe gheață la Jocurile Olimpice de iarnă din 2022
Probele sportive de hochei pe gheață la Jocurile Olimpice de iarnă din 2022 s-au desfășurat în perioada 4-20 februarie 2022 la Beijing, China, în două locuri: la Capital Indoor Stadium care are 18.000 de locuri și la Cadillac Arena care are 10.000 de locuri. Turneul masculin a avut în componență 12 echipe, în timp ce turneul feminin a avut în componență 10 echipe, pentru prima dată în istorie.

## Sumar medalii

### Clasament pe țări
| Loc   | Țară                             | Aur | Argint | Bronz | Total |
| ----- | -------------------------------- | --- | ------ | ----- | ----- |
| 1     | Finlanda (FIN)                   | 1   | 0      | 1     | 2     |
| 2     | Canada (CAN)                     | 1   | 0      | 0     | 1     |
| 3     | COR                              | 0   | 1      | 0     | 1     |
| 3     | Statele Unite ale Americii (USA) | 0   | 1      | 0     | 1     |
| 3     | Slovacia (SVK)                   | 0   | 0      | 1     | 1     |
| Total | Total                            | 2   | 2      | 2     | 6     |

### Medaliați
| Turneu           | Aur | Argint | Bronz |
| Masculin detalii | Finlanda (FIN) · Miro Aaltonen · Marko Anttila · Hannes Björninen · Valtteri Filppula · Niklas Friman · Markus Granlund · Teemu Hartikainen · Juuso Hietanen · Valtteri Kemiläinen · Leo Komarov · Mikko Lehtonen · Petteri Lindbohm · Saku Mäenalanen · Sakari Manninen · Joonas Nättinen · Atte Ohtamaa · Niko Ojamäki · Juho Olkinuora · Iiro Pakarinen · Harri Pesonen · Ville Pokka · Toni Rajala · Harri Säteri · Frans Tuohimaa · Sami Vatanen | COR Sergei Andronov Timur Bilyalov Andrei Chibisov Ivan Fedotov Stanislav Galiev Mikhail Grigorenko Arseni Gritsyuk Nikita Gusev Pavel Karnaukhov Artur Kayumov Artyom Minulin Nikita Nesterov Alexander Nikishin Sergei Plotnikov Alexander Samonov Kirill Semyonov Damir Sharipzyanov Vadim Shipachyov Anton Slepyshev Sergei Telegin Vladimir Tkachyov Dmitri Voronkov Slava Voynov Egor Yakovlev Alexander Yelesin             | Slovacia (SVK) · Peter Cehlárik · Michal Čajkovský · Peter Čerešňák · Marek Ďaloga · Marko Daňo · Martin Gernát · Mário Grman · Adrián Holešinský · Marek Hrivík · Libor Hudáček · Tomáš Jurčo · Miloš Kelemen · Samuel Kňažko · Branislav Konrád · Michal Krištof · Martin Marinčin · Šimon Nemec · Kristián Pospíšil · Pavol Regenda · Miloš Roman · Patrik Rybár · Juraj Slafkovský · Samuel Takáč · Matej Tomek · Peter Zuzin |
| Feminin detalii  | Canada (CAN) · Erin Ambrose · Ashton Bell · Kristen Campbell · Emily Clark · Mélodie Daoust · Ann-Renée Desbiens · Renata Fast · Sarah Fillier · Brianne Jenner · Rebecca Johnston · Jocelyne Larocque · Emma Maltais · Emerance Maschmeyer · Sarah Nurse · Marie-Philip Poulin · Jamie Lee Rattray · Jill Saulnier · Ella Shelton · Natalie Spooner · Laura Stacey · Claire Thompson · Blayre Turnbull · Micah Zandee-Hart                           | Statele Unite ale Americii (USA) · Cayla Barnes · Megan Bozek · Hannah Brandt · Dani Cameranesi · Alexandra Carpenter · Alex Cavallini · Jesse Compher · Kendall Coyne Schofield · Brianna Decker · Jincy Dunne · Savannah Harmon · Caroline Harvey · Nicole Hensley · Megan Keller · Amanda Kessel · Hilary Knight · Abbey Murphy · Kelly Pannek · Maddie Rooney · Abby Roque · Hayley Scamurra · Lee Stecklein · Grace Zumwinkle | Finlanda (FIN) · Sanni Hakala · Jenni Hiirikoski · Elisa Holopainen · Sini Karjalainen · Michelle Karvinen · Anni Keisala · Nelli Laitinen · Julia Liikala · Eveliina Mäkinen · Petra Nieminen · Tanja Niskanen · Jenniina Nylund · Meeri Räisänen · Sanni Rantala · Ronja Savolainen · Sofianna Sundelin · Susanna Tapani · Noora Tulus · Minttu Tuominen · Viivi Vainikka · Sanni Vanhanen · Emilia Vesa · Ella Viitasuo        |